# Bert Rürup
Hans-Adalbert „Bert“ Rürup (* 7. November 1943 in Essen) ist ein deutscher Wirtschaftswissenschaftler und Hochschullehrer. Von 1975 bis 1976 war er Professor für Volkswirtschaft an der Universität Essen, von 1976 bis zu seiner Emeritierung 2009 Lehrstuhlinhaber für Finanz- und Wirtschaftspolitik an der Technischen Universität Darmstadt. Von 2000 bis 2009 war er Mitglied im Sachverständigenrat zur Begutachtung der gesamtwirtschaftlichen Entwicklung („Wirtschaftsweise“) und stand diesem ab 2005 vor. Nach ihm ist die Rürup-Rente benannt.

## Berufslaufbahn
Bert Rürup studierte Wirtschaftliche Staatswissenschaften in Hamburg und Köln und schloss das Studium 1969 mit dem akademischen Grad Diplom-Kaufmann ab. Von 1969 bis 1974 war er Assistent am Seminar für Finanzwissenschaft der Universität zu Köln und wurde 1971 zum Dr. rer. pol. promoviert. 1974/75 arbeitete er in der Planungsabteilung des Bundeskanzleramtes. 1975 übernahm er eine Professur für Volkswirtschaft an der Universität Essen, von 1976 bis zu seiner Emeritierung 2009 war Rürup Professor der Finanz- und Wirtschaftspolitik an der Technischen Universität Darmstadt.
Rürup hatte seit 1988 Gastprofessuren an der Technischen Universität Wien sowie seit 1992 an der Technischen Universität Bukarest inne. 1990 bis 1993 war er außerdem Gastprofessor an der Technischen Hochschule Leipzig für „Wirtschaftspolitik und Finanzwissenschaft“. Ab 1991 war er Gründungsdekan des Fachbereichs „Wirtschaftswissenschaften“ sowohl an der Technischen Hochschule Leipzig als auch an der Universität Leipzig.
Von April bis Dezember 2009 war Rürup Chefökonom beim Finanzdienstleister AWD. Er war dort verantwortlich für die Bereiche „Ökonomische Analysen“ sowie die Erschließung neuer Märkte für betriebliche und private Altersvorsorge.
Zu diesem Zeitpunkt war er bereits aus dem Kreis der fünf Wirtschaftsweisen ausgeschieden.
Seinen Wechsel zum Finanzkonzern AWD begründete Rürup wie folgt: „Nach 40 Jahren in Universitäten und Wissenschaft wollte ich noch einmal etwas Neues beginnen. Mir geht es darum, aktuelle theoretische und empirische Erkenntnisse einzubringen, um für die Menschen innovative und nutzbringende Lösungen in der Praxis mitzuentwickeln. AWD gibt mir diese Chance.“
Auch habe er „ein außerordentlich gutes Gewissen“, sein Knowhow nun in den Dienst eines Finanzdienstleisters zu stellen. Er führe die von ihm erfundenen Modelle zur Altersvorsorge jetzt in der Praxis fort.
Seit Februar 2004 ist er Mitglied des Netzwerks des Forschungsinstituts zur Zukunft der Arbeit (IZA), zunächst als Research Fellow und seit 2005 als Policy Fellow.
Nach Beendigung seiner Tätigkeit als Chef-Ökonom beim AWD etablierte Rürup gemeinsam mit dem AWD-Gründer Carsten Maschmeyer eine unabhängige und international ausgerichtete Beratungsgesellschaft für Banken, Versicherungen wie auch Regierungen: die MaschmeyerRürup AG. Nach dreijähriger Tätigkeit als Mitglied des Vorstands schied er aufgrund des wieder verstärkten Engagements in der Wissenschaft Ende 2012 aus diesem Unternehmen aus.
Von April 2010 bis November 2015 war Rürup der Vorsitzende des Kuratoriums des Deutschen Instituts für Wirtschaftsforschung (DIW Berlin), und von März 2010 bis Ende 2012 war er Präsident der International School of Management (ISM).
Seit Januar 2013 leitet Rürup als Präsident das Handelsblatt Research Institute, ein unabhängiges wissenschaftliches Kompetenz- und Researchcenter der Handelsblatt Media Group. Seit 2014 gibt er den Newsletter „Der Chefökonom“ heraus, ein wöchentliches Wirtschaftsbriefing, das jeden Freitag erscheint. „Mit dem neuen Angebot geben wir unseren Leserinnen und Lesern Orientierung in der immer komplexeren Welt der globalisierten Wirtschaft“, versprach Rürup zum Start.
Seit dem 1. Februar 2017 ist er Chefökonom des Handelsblatts. In dieser Funktion schreibt er regelmäßig Kommentare für die Print- und die Online-Ausgabe des Handelsblatts.
Im März 2019 legte Rürup das Projekt „Masterplan 2030“ auf. Im Rahmen dieses Arbeitsprogramms erstellt das Handelsblatt Research Institute unter seiner wissenschaftlichen Leitung und unterstützt durch ein Steering Committee mit Roland Berger an der Spitze wissenschaftliche Studien zu bisher zwölf wirtschaftspolitischen Handlungsfeldern.
Zusammen mit dem ehemaligen Bundesaußenminister Sigmar Gabriel produzierte Rürup von August 2019 bis April 2021 wöchentlich den Podcast „Global Chances“, in dem geopolitische Entwicklungen analysiert wurden.
Seit April 2021 wird der Podcast unter dem Titel „Economic Challenges“ zusammen mit Michael Hüther, dem Direktor des Instituts der deutschen Wirtschaft, fortgesetzt und diskutiert wöchentlich aktuelle ökonomische Herausforderungen für Deutschland und die Weltwirtschaft.
Rürup ist Mitglied in mehreren wissenschaftlichen Vereinigungen und Gutachter für mehrere wissenschaftliche Zeitungen.
Laut einer Umfrage der Financial Times Deutschland aus dem Jahr 2006 galt Rürup damals noch vor dem ifo-Chef Hans-Werner Sinn als einer der beiden deutschen Wirtschaftswissenschaftler mit nennenswertem Einfluss auf die Politik.

## Politische Tätigkeiten
Rürup ist SPD-Mitglied und Politikberater. Seinen Schwerpunkt bildet die Rentenpolitik. Rürup war Berater der Bundesregierungen in sozialpolitischen Fragen. 1982/83 beriet er für die Bundesrepublik Deutschland die EG im Rahmen des Projekts „Social Policy under slow growth“. Von 1986 bis 1991 war Rürup Mitglied des Auswahl- und Bewilligungsausschusses für Sonderforschungsbereiche der Deutschen Forschungsgemeinschaft. 1992–2002 war er wissenschaftlicher Berater der Enquete-Kommission des Deutschen Bundestages Demografischer Wandel; 1996–1998 Mitglied der Kommission der Bundesregierung Fortentwicklung der Rentenversicherung; 1999–2001 Mitglied im Expertenkreis des Bundesarbeitsministers zur Vorbereitung der Rentenreform 2001, von 2000 bis 2009 Vorsitzender des Sozialbeirats.
Nach mehreren Rufen an in- und ausländischen Universitäten folgte er 2000 dem Ruf in den Sachverständigenrat zur Begutachtung der gesamtwirtschaftlichen Entwicklung (auch Rat der Wirtschaftsweisen), dessen Vorsitz er von März 2005 bis zu seinem Ausscheiden im Februar 2009 übernommen hat.
Von März 2002 bis März 2003 hatte er den Vorsitz in der Sachverständigenkommission zur Neuordnung der Besteuerung von Altersvorsorgeaufwendungen und Alterseinkommen inne und von November 2002 bis August 2003 den Vorsitz in der Kommission für die Nachhaltigkeit in der Finanzierung der sozialen Sicherungssysteme, in den Medien auch als Rürup-Kommission bezeichnet. Ziel der Kommission war es, Konzepte für eine nachhaltige Finanzierung des Sozialversicherungssystems zu erarbeiten.
Rürup war unter anderem von 1993 bis 1995 als geld- und finanzpolitischer Berater der Regierung von Kasachstan tätig sowie von 1995 bis 1997 als Berater des Sozialministeriums zur Vorbereitung der Pensionsreform für die Regierung von Österreich.
Im Jahr 2003 erhielt Rürup für seinen Beitrag zur Reform des Pensionssystems das Große Ehrenzeichen des Landes Steiermark.
2005 wurde Rürup von Ministerin Ulla Schmidt mit dem Großen Verdienstkreuz des Verdienstordens der Bundesrepublik Deutschland ausgezeichnet.

## Weitere Aktivitäten und Stellungnahmen
Rürup trat häufig als Referent und auf Podiumsdiskussionen von Versicherungs- und Finanzdienstleistern auf, z. B. für die Credit Suisse. Zwischen 2001 und 2008 wurde Rürup des Öfteren vom Bundesverfassungsgericht als Sachverständiger hinzugezogen.
Rürup war bis Frühjahr 2009 Vorstandsvorsitzender des Mannheimer Forschungsinstituts Ökonomie und demographischer Wandel, dessen Anschubfinanzierung vom Gesamtverband der Deutschen Versicherungswirtschaft bereitgestellt wurde. Transparency International kritisierte die geschäftlichen Verbindungen Rürups mit Walter Riester und dem AWD als „Beispiel für politische Korruption“.
Im Jahr 2011 war Rürup Botschafter der Bundesstiftung Kinderhospiz.
Im Spätherbst 2012 gelang ihm die erfolgreiche Schlichtung eines lange schwelenden Tarifkonflikts zwischen der Lufthansa und der Gewerkschaft der Unabhängigen Flugbegleiterorganisation (UFO).
Rürup war Mitunterzeichner des eurokritischen Manifests Die währungspolitischen Beschlüsse von Maastricht: Eine Gefahr für Europa (1992). Dem zweiten Aufruf „Der Euro kommt zu früh“ von Anfang 1998, den 155 Ökonomen unterzeichneten, schloss er sich nicht an.
Am 28. Mai 2020 äußerte Rürup im Zusammenhang mit der Covid-19-Pandemie bei DvH Medien die Befürchtung, dass Deutschland und die Europäische Union „im Ringen der USA mit China um die globale ökonomische Vorherrschaft“ marginalisiert werden könnten, „zumal Corona wie ein Brandbeschleuniger im bislang nur schwelenden Wirtschaftskrieg zwischen Washington und Peking wirkt.“ Beide Hegemonialmächte würden ihren Handelspartnern womöglich die Spielregeln gemäß den jeweiligen eigenen Interessen diktieren. „Wie nach dem Ersten Weltkrieg droht eine lange Phase der Deglobalisierung oder deutlicher: des Protektionismus.“
Rürup sieht in der von Angela Merkel mit Emmanuel Macron am 18. Mai 2020 auf den Weg gebrachten Initiative, den von der Corona-Krise besonders stark betroffenen EU-Staaten 500 Milliarden als nicht rückzahlbare Hilfe zu gewähren, die langfristig aus dem EU-Haushalt zu tilgen wären, einen Hinweis, dass man die besagte Gefahr in Deutschland erkannt hat. „Der Vorstoß zielt klar über die Idee der Vergemeinschaftung von Schulden hinaus auf eine stärkere politische Integration der Staatengemeinschaft.“ Darin liege für Europa wohl auch „die letzte Chance, im geopolitischen Ringen der beiden Supermächte nicht unterzugehen.“

## Veröffentlichungen
- Bert Rürup, Dirk Heilmann: Fette Jahre – Warum Deutschland eine glänzende Zukunft hat, 2. Auflage 2013, ISBN 978-3-423-34782-2.
- Klaus Heubeck, Bert Rürup: Finanzierung der Altersversorgung des öffentlichen Dienstes, Frankfurt/M., 2000, ISBN 3-631-36668-X.
- Bert Rürup: Fischer-Wirtschaftslexikon. Fischer, Frankfurt a. M. 1998, ISBN 3-596-14081-1
- Roland Klopfleisch, Bert Rürup, Henning Stumpp: Ökonomische Analyse der Buchpreisbindung, Frankfurt/M. 1997, ISBN 3-7657-2047-X.
- Bert Rürup: Wirtschaftliche und gesellschaftliche Perspektiven der Bundesrepublik Deutschland, München 1989, ISBN 3-406-33608-6.
- Heiko Körner, Bert Rürup: Finanzwissenschaft. Grundlagen der öffentlichen Finanzwirtschaft, Tübingen/Düsseldorf 2. Auflage 1985, ISBN 3-8041-3052-6.
- Bert Rürup, Karl-Heinrich Hansmeyer: Staatswirtschaftliche Planungsinstrumente, 3. Auflage, Tübingen/Düsseldorf 1984, ISBN 3-8041-3051-8.
- Klaus Höpfer, Bernd Rahmann, Bert Rürup: Gesamtwirtschaftliche Probleme und Steuerungsmöglichkeiten ausländischer Arbeitnehmer, Bonn 1973
- Bert Rürup: Die Programmfunktion des Bundeshaushaltsplanes – die deutsche Haushaltsreform im Lichte der amerikanischen Erfahrungen mit dem Planning-Budgeting System, Berlin 1972, ISBN 978-3-428-02586-2.
- Herausgeber der Sozialökonomischen Schriften (Lang-Verlag, Frankfurt)
- Herausgeber der Taschenbuchreihe „Wirtschaft“ (Fischer Taschenbuch-Verlag, Frankfurt)